# ماهر مزوق
ماهر مزوق هو ممثل سوري من مدينة اللاذقية من مواليد 5 فبراير 1978 شارك في عدد من الأعمال، كان آخرها دور “ملسون” في النسخة الجديدة من برنامج “افتح يا سمسم” الذي يعرض على مجموعة من المحطات العربية.
شارك ماهر مزوق في عدة مسرحيات منها مسرحية علي بابا، مسرحية حظوظ الطنبوري، مسرحية مارو، قدمتها فرقة المسرح العربي في مهرجان الإمارات لمسرح الطفل، مسرحية الواشي وادى دور الزعيم هتلر، مسرحية الغرباء لا يشربون القهوة، وشارك في مجموعة من الاوبريتات العربية الهامة وقدم ماهر أيضاً لوحات مسرحية لشخصيات كرتونية “باسم وسكر” في دولة قطر، وقام بتأليف أغاني مسرحية في مسرحيتي “مارو” و”حظوظ الطنبوري”، بالإضافة إلى ذلك قام بتأليف وكتابة أفكار تم تقديمها في لوحات هادفة لمسرح الشارع.

## الأعمال المسرحية
- حذاء الطنبوري
- علي بابا
- الغرباء لايشربون القهوة
- الواشي مارو
- لغة الجبل
- أوبريت الأسرة العربية
- لوحات في مسرح الشارع (فرقة المسرح العربي)

## الأعمال الدرامية
- مسلسل حمام شامي
- أوراق الحب
- تحالف الصبار
- كسر الخواطر
- لو باقي ليله
- حصاد الزمن
- فتنه زمانها
- هواجس
- قلب العدالة
- مدرسه الحب
- طماشه ومسلسل هارون الرشيد

## الأفلام السينمائي
- فيلم شباب شياب
- فيلم صلاة العشاء